# Есипово (Чухломский район)
Есипово — деревня в Чухломском муниципальном районе Костромской области. Входит в состав Петровского сельского поселения

## География
Находится в северной части Костромской области на расстоянии приблизительно 16 км на восток по прямой от города Чухлома, административного центра района на правом берегу реки Вига.

## История
Отмечена деревня была на карте еще 1840 года. В 1872 году здесь было учтено 16 дворов, в 1907 году — 28.

## Население
Постоянное население составляло 94 человека (1872 год), 93 (1897), 138 (1907), 11 в 2002 году (русские 91 %), 6 в 2022.